# Karsdorf
Karsdorf település Németországban, azon belül Szász-Anhalt tartományban. Lakosainak száma 1436 fő (2023. december 31.). Karsdorf Laucha an der Unstrut és Gleina községekkel határos.

## Népesség
A település népességének változása:
| Lakosok száma | 2045 | 1538 | 1487 | 1394 | 1453 | 1436 |
|               | 2010 | 2017 | 2019 | 2021 | 2022 | 2023 |